# Megalopsallus pictipes
Megalopsallus pictipes är en insektsart som först beskrevs av Van Duzee 1918.  Megalopsallus pictipes ingår i släktet Megalopsallus och familjen ängsskinnbaggar. Inga underarter finns listade i Catalogue of Life.